# Pattaya Women's Open 2003
Il Pattaya Women's Open 2003 è stato un torneo di tennis giocato sul cemento. È stata la 13ª edizione del Pattaya Women's Open, che fa parte della categoria Tier V nell'ambito del WTA Tour 2003. Si è giocato a Pattaya in Thailandia, dal 3 al 9 novembre 2003.

## Campioni

### Singolare
Henrieta Nagyová ha battuto in finale  Ľubomíra Kurhajcová con il punteggio di 6–4, 6–2

### Doppio
Li Ting /  Sun Tiantian hanno battuto in finale  Wynne Prakusya /  Angelique Widjaja con il punteggio di 6–4, 6–3